# NBA Live 2005
NBA Live 2005 è un videogioco sportivo creato da EA Sports e distribuito da Leader. Il gioco della serie NBA Live è dedicato alla NBA, la più importante lega cestistica statunitense. In copertina è raffigurato Carmelo Anthony, cestista statunitense all'epoca in forza ai Denver Nuggets.
La grafica è simile a quella del precedente capitolo (NBA Live 2004), mentre la colonna sonora è composta da importanti brani rap.
In generale è considerato uno dei migliori videogiochi della serie NBA Live mai prodotti.

## Modalità di gioco
Le novità rispetto al capitolo precedente includono l'All-Star Weekend, una modalità con vari eventi: Rookie Challange, gara di tiro da 3 e gara delle schiacciate.
Nel gioco è presente anche il Dinasty Mode, ossia una modalità che consente di diventare general manager della squadra e gestire scambi draft NBA.

## Colonna sonora
- Will.i.am - "Go!"
- The D.O.C. - "Mind Blowin'"
- Lloyd Banks & Young Buck - "Me Against You"
- Dirtbag - "Here We Go"
- Stat Quo - "The Best"
- Don Yute - "Dem Gals (NBA Live 2005 Mix)"
- MC Lyte - "My Main Aim"
- Nomb - "Carolina Pride"
- Bump J - "We Don't Play No Games"
- Murphy Lee featuring Jazze Pha & Jody Breeze - "It's In Da Game"
- Pete Rock featuring Kardinal Offishall - "Warzone (NBA Live 2005 Mix)"
- Brand New Heavies - "Jump 'N Move"
- Wylde Bunch - "Our Lyfe"
- Joell Ortiz - "Mean Business"[5]